# Ріхтер Денис Сергійович
Денис Сергійович Ріхтер (15 липня 1987, м. Славута, Хмельницька область — 25 травня 2022, Бахмутський район, Донецька область) — український військовослужбовець, старший сержант Збройних сил України, учасник російсько-української війни. Герой України (2023, посмертно).

## Життєпис
Денис Ріхтер народився 15 липня 1987 року в місті Славута, нині Славутської громади Славутського району Хмельницької области України.
Після закінчення Славутської загальноосвітньої школи № 6 призваний до лав Збройних Сил України.
У 2014 році мобілізований та служив у Славутському об'єднаному міському військовому комісаріаті. Потім перевівся у 8-й окремий полк спеціального призначення.
Заочно навчався на спеціальності «Соціальна робота. Соціальна педагогіка. Практична психологія» навчально-наукового інституту педагогіки і психології Луганського національного університету імені Тараса Шевченка.
Від 2015 року учасник бойових дій в зонах АТО/ООС. З початком повномасштабного російського вторгнення 2022 року обороняв Київ та схід України. Загинув 25 травня 2022 року в Бахмутському районі на Донеччині.
Похований 27 травня 2022 року в родинному місті.
Залишилися дружина та двоє синів.

## Нагороди
- Звання Герой України з удостоєнням ордена «Золота Зірка» (23 лютого 2023, посмертно) — за особисту мужність і героїзм, виявлені у захисті державного суверенітету та територіальної цілісності України, вірність військовій присязі[3].